# Lot (biblická postava)

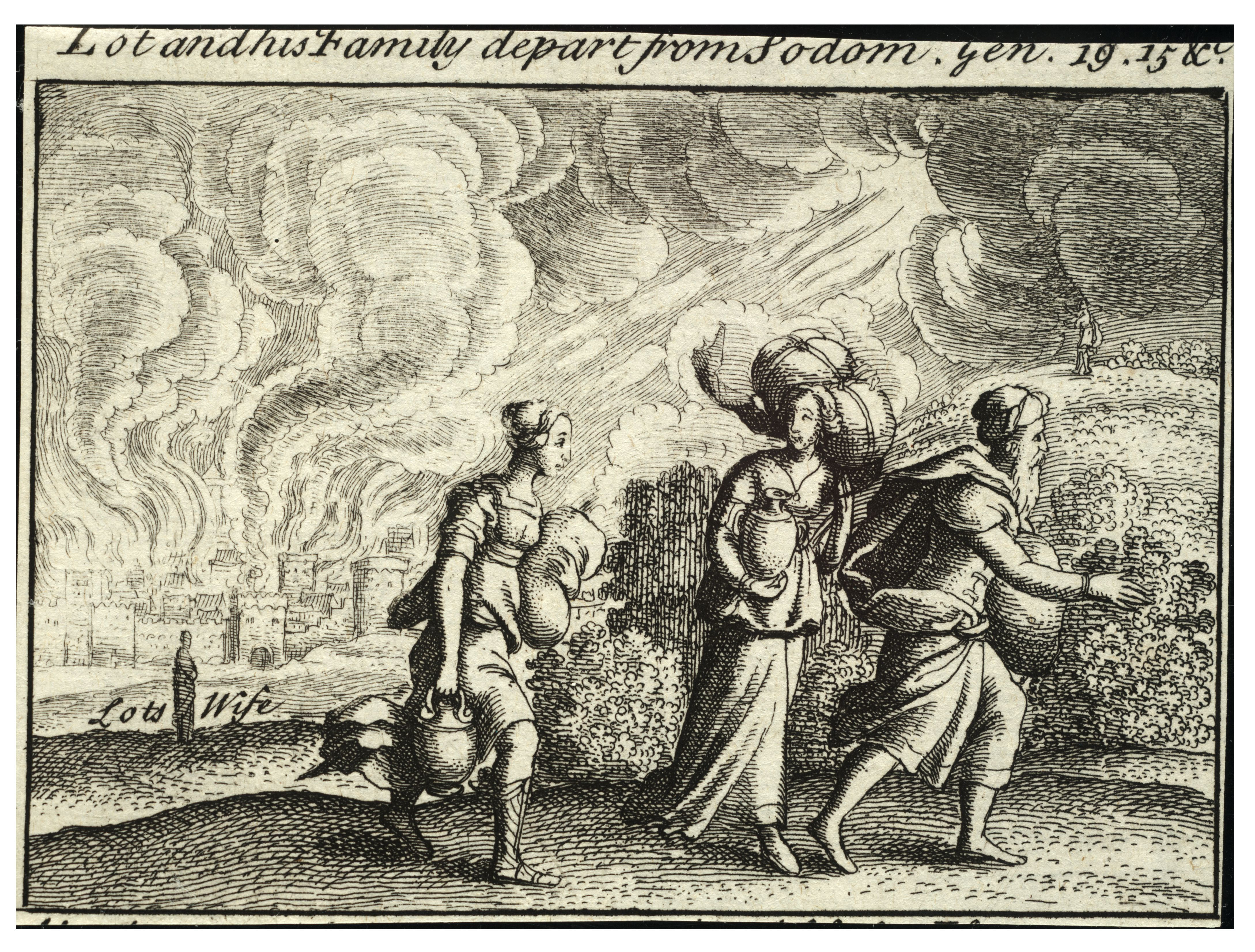
Lot prchá ze Sodomy, Václav Hollar

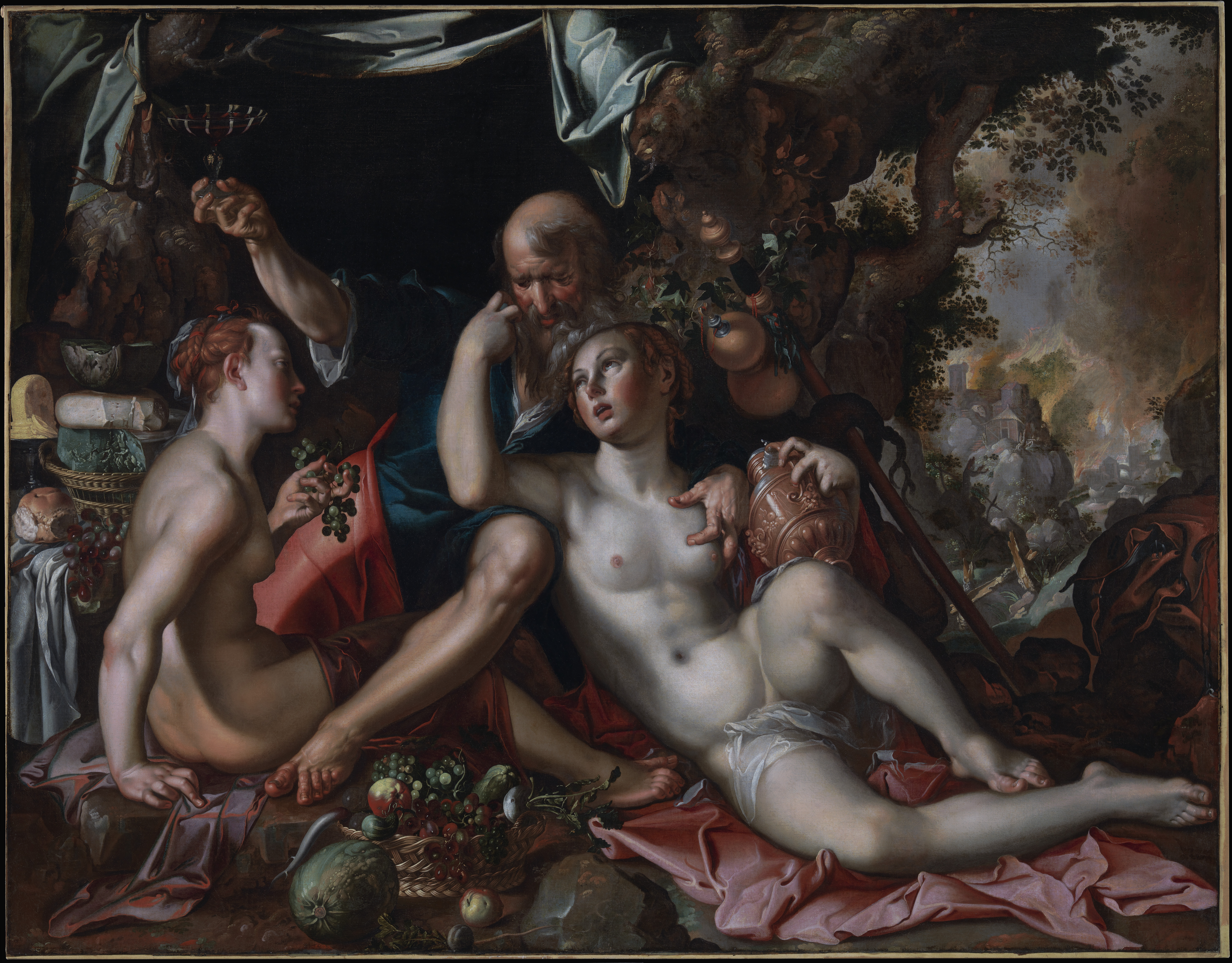
Lot a jeho dcery, Joachim Wtewael, přibližně 1595

Lot (hebrejsky לוט‎) je biblická postava, syn Hárana, syna Terachova, synovec Abraháma. Jediný muž, který přežil zkázu Sodomy a Gomory.

## Biblické vyprávění

### Putování s Abramem
Lotův otec Háran zemřel v Chaldejském Uru a Lot z Uru odešel s Terachem, Abrahámem a Saraji do města Charan, kde jeho děd Terach zemřel. 
Lot potom s Abrahámem a Sarai putoval do Kanaánu, později s nimi šel do Egypta a zpátky. Od Abraháma (v té době ještě užívajícího jméno Abram) se oddělil kvůli sporu o stáda a odešel do Sodomy.

### Zajetí a vysvobození
V době Lotova pobytu v Sodomě čtyři útoční králové společně porazili pět místních králů, mezi nimiž byl i král Sodomy, a vítězové vydrancovali město a Lota zajali. Když se Abram dozvěděl o Lotově nepříjemné situaci, povolal 318 zasvěcenců, porazil uchvatitele, získal zpátky všechen majetek a Lota osvobodil.

### Lotova pohostinnost
Když později, v době blížícího se zničení Sodomy, Lota navštívili dva andělé, Lot jim projevil pohostinnost. Muži ze Sodomy však obklopili dům a požadovali, aby návštěvníci byli vyvedeni ven a oni s nimi mohli mít nemravný styk. Lot se snažil své hosty chránit do té míry, že srocenému davu dokonce nabídl své dvě panenské dcery. Rozzuřený dav na Lota silně tlačil, ale jeho andělští návštěvníci ho vtáhli do domu a Sodomity postihli slepotou.

### Zničení Sodomy a Lotova záchrana
Andělé pak Lotovi oznámili, že před Hospodinem zesílil křik proti obyvatelům Sodomy a že je Hospodin poslal, aby město zničili. Podle pokynů Lot varoval své zetě, ti však varování nevěnovali pozornost.
Spolu se zbývajícími dvěma dcerami byl jediný, kdo přežil zničení Sodomy a Gomory. Při útěku ze Sodomy se jeho manželka proměnila v solný sloup, protože neuposlechla varování božích poslů a ohlédla se směrem k hořící Sodomě. 

### Potomstvo
Po zkáze Sodomy žil Lot se svými dcerami v horské jeskyni, protože se bál vrátit do údolí. Lotovy dcery nechtěly zůstat nezabezpečené a tak svého otce opily a následně s ním měly dva syny: syn, kterého měl se starší dcerou se jmenoval Moab, jenž byl praotcem národa Moabitů, s mladší dcerou měl syna, jenž se jmenoval Ben-Ami, který byl předkem Amonitů.

## Novozákonní pojetí
Nový zákon vnímá Lota jako spravedlivého, který „tím, co viděl a slyšel, když bydlel mezi nimi, den co den trýznil svou spravedlivou duši kvůli jejich nezákonným skutkům“.

## Lot v islámu
V islámské tradici je Lot (arabsky لوط‎) pokládán za jednoho z proroků. Korán zmiňuje Lota na mnoha místech. Jeho příběh je do značné míry podobný příběhu biblickému.